# جورج ريتر فون فرنفلد
جورج ريتر فون فرنفلد (بالإنجليزية: Georg Ritter von Frauenfeld)‏ (و. 1807 – 1873 م) هو عالم نبات، وعالم حيواني، وعالم حشرات من الإمبراطورية النمساوية . ولد في فيينا.
وهو عضو في الأكاديمية الألمانية للعلوم ليوبولدينا .
توفي في فيينا.